# Гуния, Гуджа Бидажович
Гуджа Бидажович Гуния (1895 год, село Ткварчели, Сухумский округ, Кутаисская губерния, Российская империя — неизвестно, Ткварчели, Абхазская АССР, Грузинская ССР) — звеньевой колхоза имени Берия Очемчирского района, Абхазская АССР, Грузинская ССР. Герой Социалистического Труда (1949).

## Биография
Родился в 1910 году в крестьянской семье в селе Ткварчели (сегодня — город). В послевоенные годы трудился звеньевым в совхозе имени Берия Очемчирского района.
В 1948 году звено под его руководством собрало в среднем с каждого гектара по 105,8 центнеров кукурузы с площади 10 гектаров. Указом Президиума Верховного Совета СССР от 3 мая 1949 года удостоен звания Героя Социалистического Труда за «получение высоких урожаев кукурузы и табака в 1948 года» с вручением ордена Ленина и золотой медали «Серп и Молот» (№ 3553).
Этим же Указом званием Героя Социалистического Труда были награждены председатель колхоза имени Берия Очемчирского района Тото Пехович Аршба и пятеро тружеников колхоза, в том числе бригадиры Гванджа Пехович Аршба, Сиварна Кидсакович Аршба, Платон Филиппович Убирия.
После выхода на пенсию проживал в посёлке Ткварчели. Дата смерти не установлена.